# Swietenia Puspa Lestari
Swietenia Puspa Lestari (Bogor, 23 de dezembro de 1994) é uma mergulhadora, engenheira ambiental e ativista ambientalista indonésia. Fundou a Divers Clean Action (Yayasan Penyedi Lestari Indonesia), uma organização de trabalho voluntário que limpa detritos marinhos costeiros e subaquáticos de praias e ilhas da Indonésia. Foi classificada como uma das 100 mulheres mais inspiradoras do mundo, pela BBC 100 Women, no ano de 2019.

## Biografia
Quando criança, entre os anos de 2003 e 2007, Lestari acompanhava seu pai no trabalho na Ilha Pramuka, onde aprendeu a mergulhar. No ano de 2017, se formou em Engenharia Ambiental pela Instituto Técnico de Bandung (ITB).
Em 2016, junto com dois amigos Nesha Ichida e Adi Septiono, fundou a Divers Clean Action, uma organização de trabalho voluntário que limpa praias e ilhas da Indonésia. A organização também faz treinamento com moradores locais, os ensinando a reciclar o lixo e prevenir os detritos marinhos. Em 2017, criou o movimento #NoStrawMovement, que incentiva as empresas alimentícias a não usarem canudos de plástico. A rede de fast foods KFC, da Indonésia, aderiu ao movimento, reduzindo em quase 100% o uso de canudos de plástico. Em 2018, outras empresas alimentícias também aderiram ao movimento e pararam de usar canudos de plástico. Lestari participou de uma cúpula de jovens líderes, na Noruega, organizada pela Sustainable Ocean Alliance; discursou sobre Mudanças Climáticas na Conferência das Nações Unidas, em 2017, na Alemanha; e participou do Fórum de Líderes da Fundação Barack Obama. Em 2019, foi anunciada como heroína oceânica pela ex-ministra de Assuntos Marinhos e Pescas, Susi Pudjiastuti; e recebeu o prêmio de destaque Australian Alumni of the Year, da Embaixada Australiana na Indonésia; e entrou para a lista dos "30 Under 30" da Forbes Asia, em 2020.

## Prêmios
- 2019 - BBC 100 Women.[1]
- 2020 -  Australian Alumni of the Year.[9]
- 2020 - Forbes 30 Under 30.[2]